# Jahodná
Jahodná (bis 1948 slowakisch „Eperjes“ – 1920–1927 „Bratislavský Eperješ“; deutsch Eperiesch, ungarisch Pozsonyeperjes – bis 1907 Eperjes) ist eine Gemeinde im Südwesten der Slowakei mit 1666 Einwohnern (Stand 31. Dezember 2024). Sie gehört zum Okres Dunajská Streda, einem Teil des Trnavský kraj.

## Geographie

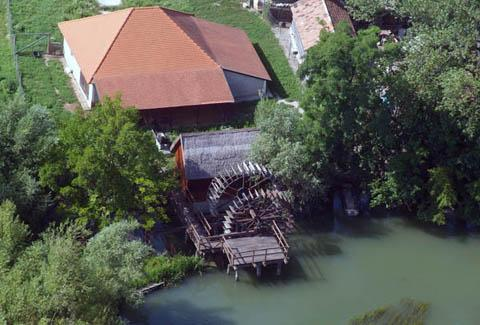
Wassermühle an der Kleinen Donau

Die Gemeinde befindet sich im slowakischen Donautiefland an der Kleinen Donau, teilweise auf der Flussinsel Žitný ostrov. Das Ortszentrum liegt auf einer Höhe von 114 m n.m. und ist zehn Kilometer von Dunajská Streda sowie 19 Kilometer von Galanta entfernt.

## Geschichte
Der Ort wurde zum ersten Mal 1539 als Eperyes schriftlich erwähnt und gehörte zuerst zum Herrschaftsgut von Schintau, später von Lanschütz. 1553 sind 10 Porta, 1828 95 Häuser und 679 Einwohner verzeichnet. Die Einwohner waren mehrheitlich in der Landwirtschaft beschäftigt, kleinere Teile waren Fuhrmänner und Müller. Im Rahmen der Revolution von 1848/49 fand 1849 beim Ort eine Schlacht zwischen kaiserlichen Truppen und ungarischen Honvéden statt.
Bis 1918/19 gehörte der im Komitat Pressburg liegende Ort zum Königreich Ungarn und kam danach zur Tschechoslowakei, bzw. heute Slowakei. Ausnahme ist dabei die Zeit vom Ersten Wiener Schiedsspruch im Jahre 1938 bis 1945, als der Ort noch einmal zu Ungarn gehörte.
1948 wurde der zu ungarisch klingende Name Eperjes in das slowakische Jahodná (slow. jahoda = ung. eper, zu deutsch Erdbeere) geändert.
1960–1990 war der Nachbarort Dunajský Klátov Teil der Gemeinde.

## Bevölkerung
| Jahr                | 1994 | 2004    | 2014    | 2024    |
| ------------------- | ---- | ------- | ------- | ------- |
| Anzahl der Personen | 1422 | 1440    | 1534    | 1666    |
| Unterschied         |      | +1,26 % | +6,52 % | +8,60 % |

| Jahr                | 2023 | 2024    |
| ------------------- | ---- | ------- |
| Anzahl der Personen | 1657 | 1666    |
| Unterschied         |      | +0,54 % |

Ergebnisse nach der Volkszählung 2001 (1374 Einwohner):
| Nach Ethnie: - 94,03 % Magyaren - 4,66 % Slowaken - 0,44 % Zigeuner - 0,36 % Tschechen | Nach Konfession: - 95,86 % römisch-katholisch - 2,26 % konfessionslos - 0,36 % evangelisch - 0,22 % griechisch-katholisch |

## Sehenswürdigkeiten

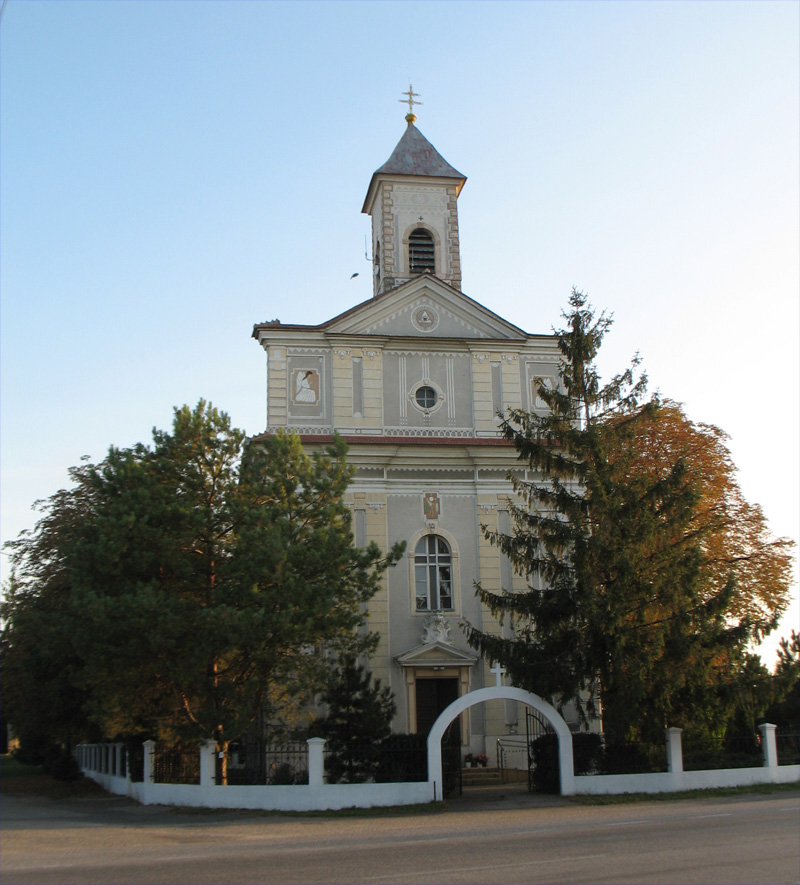
Kirche in Jahodná

- römisch-katholische Peter-und-Paul-Kirche im barocken Stil, erbaut in den Jahren 1747–50
- Wassermühle an der Kleinen Donau